# Crime of the Century
Crime of the Century es el tercer álbum de estudio del grupo británico Supertramp, publicado por la compañía discográfica A&M Records el 21 de septiembre de 1974. El álbum, el primero que contó con el batería Bob Siebenberg, el saxofonista John Helliwell y el bajista Dougie Thomson, supuso el primer éxito comercial del grupo a ambos lados del Atlántico, con la ayuda de los sencillos «Dreamer» y «Bloody Well Right». 
A nivel comercial, Crime of the Century alcanzó el puesto cuatro en la lista de discos más vendidos del Reino Unido y el 38 en la lista estadounidense Billboard 200, donde además fue certificado como disco de oro por la RIAA en 1977 tras la publicación del álbum Even in the Quietest Moments.... 

## Grabación
Tras el fracaso comercial de sus dos primeros álbumes de estudio, el grupo rompió, y Rick Davies y Roger Hodgson reclutaron a nuevos miembros: el batería Bob Siebenberg, el saxofonista John Helliwell y el bajista Dougie Thomson. La nueva formación fue enviada por el sello discográfico, A&M Records, a una granja del siglo XVII localizada en Somerset para ensayar y preparar un nuevo álbum.
El álbum fue grabado en varios estudios de grabación como Ramport Studios, propiedad de The Who, y Trident Studios, con el productor Ken Scott. Durante la grabación, Davies y Hodgson grabaron más de cuarenta canciones demo, de las cuales solo ocho fueron publicadas en el álbum. Varios temas se publicaron en posteriores trabajos como Crisis? What Crisis? y ...Famous Last Words.... Debido a acuerdos comerciales, todas las canciones fueron acreditadas a ambos músicos de forma conjunta, si bien su asociación como compositores era ficticia y cada uno componía por separado. De este modo, «Asylum» fue compuesta por Davies, «Hide in Your Shell» por Hodgson, y solo «School» y «Crime of the Century» son verdaderas colaboraciones entre ambos.
El nombre del álbum deriva de la última canción del disco, «Crime of the Century», vista por los miembros del grupo como la canción más sólida del álbum. Poco después de su marcha de Supertramp, Hodgson comentó: «Hubo mucha gente que vino y me dijo que aquella canción les tocó más profundamente que cualquier otra. Esa canción surgió cuando estábamos viviendo en Southcombe y comiendo, durmiendo y respirando ideas para el álbum. La canción rebotó entre Rick y yo durante varias semanas hasta que al final tomó forma». No obstante, Hodgson atribuyó la autoría de la canción a Rick en exclusiva en entrevistas posteriores, al igual que reconoció el aporte de Davies en el solo de piano de «School». Tanto Hodgson como Davies reconocieron que la comunicación dentro del grupo estaba en su punto máximo durante la grabación de Crime of the Century, mientras que Siebenberg consideró el álbum como la «cumbre artística del grupo».
El sonido del tren que aparece en «Rudy» fue grabado en la estación Paddington, mientras que el ruido de la multitud fue tomado en Leicester Square. Gran parte de las canciones del álbum fueron interpretadas asiduamente en concierto, y la gran mayoría figuran en el álbum en directo Paris.

## Recepción
Crime of the Century supuso el primer álbum de Supertramp en alcanzar el top 40 en Estados Unidos, donde además fue certificado disco de oro por RIAA tras la publicación de Even in the Quietest Moments en 1977. El álbum también marcó el comienzo de una larga lista de éxitos en su país de origen al alcanzar el puesto cuatro en la lista de discos más vendidos del Reino Unido. Por su parte, el sencillo «Dreamer» alcanzó el puesto trece en la lista de éxitos en marzo de 1975.
En 1978, el álbum fue situado en el puesto 108 de la lista The World Critic Lists, que reconocía los doscientos mejores álbumes de todos los tiempos según el criterio de críticos musicales y pinchadiscos. Además, en una encuesta pública de 1998 con los votos de más de 200 000 melómanos, Crime of the Century fue votado entre los 1000 mejores álbumes de todos los tiempos, y figura en la lista de 2005 1001 Albums You Must Hear Before You Die.
A&M Records remasterizó y reeditó Crime of the Century en junio de 2002 junto al resto del catálogo musical de Supertramp.

## Lista de canciones
Todas las canciones escritas y compuestas por Rick Davies y Roger Hodgson. 
| Cara A |                      |          |  |
| N.º    | Título               | Duración |  |
| 1.     | «School»             | 5:34     |  |
| 2.     | «Bloody Well Right»  | 4:31     |  |
| 3.     | «Hide In Your Shell» | 6:45     |  |
| 4.     | «Asylum»             | 6:44     |  |

| Cara B |                             |                             |          |  |
| N.º    | Título                      | Voz principal               | Duración |  |
| 5.     | «Dreamer»                   | Roger Hodgson y Rick Davies | 3:31     |  |
| 6.     | «Rudy»                      | Rick Davies y Roger Hodgson | 7:19     |  |
| 7.     | «If Everyone Was Listening» | Roger Hodgson               | 4:04     |  |
| 8.     | «Crime of the Century»      | Rick Davies                 | 5:34     |  |

## Personal
| Supertramp - Bob C. Benberg: batería y percusión - Roger Hodgson: voz, guitarras y pianos - John Anthony Helliwell: voz, saxofón y clarinete - Dougie Thomson: bajo - Richard Davies: voz, teclados y armónica Otros músicos - Christine Helliwell: coros en «Hide in Your Shell» - Vicky Siebenberg: coros en «Hide in Your Shell» - Scott Gorham: coros en «Hide in Your Shell» | Equipo técnico - Ken Scott: productor musical - John Jansen: ingeniero de sonido - Richard Hewson: arreglos de cuerda - Paul Wakefield: fotografía y diseño - Fabio Nicoli: dirección artística |

## Posición en listas
| País                | Lista                           | Posición |
| ------------------- | ------------------------------- | -------- |
| Alemania Occidental | West German Media Control Chart | 5        |
| Australia           | Kent Music Report               | 15       |
| Canadá              | RPM Albums Chart                | 4        |
| Estados Unidos      | Billboard 200                   | 38       |
| Francia             | French SNEP Albums Chart        | 19       |
| Países Bajos        | Dutch Albums Chart              | 25       |
| Nueva Zelanda       | New Zealand Albums Chart        | 12       |
| Reino Unido         | UK Albums Chart                 | 4        |

| Sencillo            | País           | Lista             | Posición |
| ------------------- | -------------- | ----------------- | -------- |
| «Dreamer»           | Australia      | Kent Music Report | 47       |
| «Dreamer»           | Canadá         | RPM Singles Chart | 75       |
| «Dreamer»           | Reino Unido    | UK Singles Chart  | 13       |
| «Bloody Well Right» | Canadá         | RPM Singles Chart | 49       |
| «Bloody Well Right» | Estados Unidos | Billboard Hot 100 | 35       |

## Certificaciones
| País           | Organismo certificador | Certificación | Ventas certificadas | Ref.   |
| -------------- | ---------------------- | ------------- | ------------------- | ------ |
| Canadá         | CRIA                   | Diamante      | 1 000 000           | [ 6 ]  |
| Estados Unidos | RIAA                   | Oro           | 500 000             | [ 4 ]  |
| Francia        | SNEP                   | Platino       | 260 000             | [ 5 ]  |
| Alemania       | BVMI                   | Oro           | 250 000             | [ 22 ] |
| Reino Unido    | BPI                    | Oro           | 60 000              | [ 3 ]  |
| Suiza          | IFPI Switzerland       | Oro           | 25 000              | [ 23 ] |